# Депардьё, Гийом
Гийо́м Жан Максим Антуан Депардьё (фр. Guillaume Jean Maxime Antoine Depardieu; 7 апреля 1971, Париж, Франция — 13 октября 2008, Гарш, Франция) — французский актёр, сын Жерара Депардьё и Элизабет Депардьё, вернувшейся после развода к девичьей фамилии Гиньо (фр. Guignot), старший брат актрисы Жюли Депардьё.

## Биография
Родился 7 апреля 1971 года в семье актёров Жерара и Элизабет Депардьё. Родители, посвятив всю жизнь театру и кино, уделяли сыну мало времени, и Гийом рос запущенным и непослушным ребёнком, плохо учился. За поведение его выгоняли почти из всех школ, в которые его отправляли родители. В подростковом возрасте рано начал употреблять алкоголь и наркотики (гашиш, героин), часто нарушал закон, занимаясь кражами. Некоторое время находился на учёте в полиции. Несколько раз он приговаривался к тюремным срокам и штрафам.
В 1995 году в туннеле Сен-Клу упавший с едущего впереди автомобиля чемодан спровоцировал падение Гийома Депардьё с мотоцикла и сильное повреждение правого колена. В 2003 году, в возрасте 32 лет, после восьми лет непрекращающихся невыносимых болей, несмотря на лечение, решился на ампутацию правой ноги по колено и использование в дальнейшем протеза, позволившего ему снова ходить.
Был госпитализирован 11 октября 2008 года в Бухаресте, где снимался в фильме «Детство Икара». Продюсер фильма Дан Бурлак сообщил, что посольство Франции сделало всё необходимое для возвращения актёра на родину тем же вечером. Во время съёмок он испытывал боль из-за застарелых диабета и перитонита. Ему также присылали лекарства из Франции.
Умер 13 октября 2008 года в госпитале города Гарш (департамент Верхняя Сена) после заражения вирусом,  повлёкшим скоротечную пневмонию (тяжёлую форму воспаления лёгких).

## Личная жизнь
30 декабря 1999 года Гийом женился на актрисе Элиз Вантр. В 2000 году у них родилась дочь Луиза.
В 2004 году Гийом Депардьё и Элиз Вантр развелись.

## Фильмография
| Год  |     | Русское название                                            | Оригинальное название                             | Роль                 |
| ---- | --- | ----------------------------------------------------------- | ------------------------------------------------- | -------------------- |
| 1974 | ф   | Не такой уж и плохой                                        | Pas si méchant que ça                             | Гильом, сын Пьера    |
| 1990 | с   | Неприкасаемые                                               | Le Lyonnais                                       | Вельвет              |
| 1992 | ф   | Все утра мира                                               | Tous les matins du monde                          | молодой Марен Маре   |
| 1992 | кор | Невидимые пароли                                            | Les Paroles invisibles                            |                      |
| 1993 | ф   | Нежная мишень                                               | Cible émouvante                                   | Антуан               |
| 1994 | ф   | История о мальчике, который хотел бы кого-нибудь поцеловать | L'Histoire du garçon qui voulait qu'on l'embrasse | игрок в пинбол       |
| 1995 | ф   | Ученики                                                     | Les Apprentis                                     | Фред                 |
| 1996 | кор | Любовь, изобретенная заново                                 | L'amour est à réinventer                          |                      |
| 1997 | ф   | Любовь солдата                                              | Marthe                                            | Симон                |
| 1997 | ф   | Союз ищет палец                                             | Alliance cherche doigt                            | Андре Леша           |
| 1997 | кор | Le Constat                                                  | Le Constat                                        |                      |
| 1997 | кор | Без названия                                                | Sans titre                                        |                      |
| 1998 | с   | Граф Монте-Кристо                                           | Le Comte de Monte-Cristo                          | молодой Эдмон Дантес |
| 1999 | ф   | Пола Икс                                                    | Pola X                                            | Пьер                 |
| 2000 | ф   | Она и он на 14 -м этаже                                     | Elle et lui au 14e étage                          | Артюр                |
| 2000 | ф   | Торговцы песком                                             | Les Marchands de sable                            | Стефан               |
| 2000 | с   | Отверженные                                                 | Les Misérables                                    | молодой Жан Вальжан  |
| 2001 | тф  | Зайде, маленькая месть                                      | Zaïde, un petit air de vengeance                  | Симон                |
| 2001 | кор | Аквариум                                                    | L'aquarium                                        | Симон                |
| 2001 | ф   | Любовь и прочие неприятности                                | Amor, curiosidad, prozak y dudas                  | Вилли                |
| 2002 | ф   | Как самолет                                                 | Comme un avion                                    | Пьер Сако            |
| 2002 | ф   | Чти отца своего                                             | Aime ton père                                     | Поль                 |
| 2002 | ф   | Шкура ангела                                                | Peau d'Ange                                       | Грегуар              |
| 2002 | с   | Наполеон                                                    | Napoléon                                          | Жан-Батист Муирон    |
| 2003 | ф   | Дежурный аптекарь                                           | Le Pharmacien de garde                            | Франсуа Барье        |
| 2003 | ф   | Процесс                                                     | Process                                           | муж                  |
| 2004 | ф   | Миледи (фильм)                                              | Milady                                            | Атос                 |
| 2005 | с   | Проклятые короли                                            | Les Rois maudits                                  | Людовик X Сварливый  |
| 2006 | ф   | Холостяки                                                   | Célibataires                                      | Бен                  |
| 2007 | ф   | Не трогай топор                                             | Ne touchez pas la hache                           | Armand de Montriveau |
| 2007 | ф   | Франция                                                     | La France                                         | Эрик                 |
| 2007 | ф   | С завязанными глазами                                       | Les Yeux bandés                                   | Бен                  |
| 2008 | ф   | На войне                                                    | De la guerre                                      | Шарль                |
| 2008 | ф   | Версаль                                                     | Versailles                                        | Дамьен               |
| 2008 | тф  | Замок в Швеции                                              | Château en Suède                                  | Себастьян            |
| 2008 | ф   | Стелла                                                      | Stella                                            | Алан Бернар          |
| 2008 | ф   | Неразлучные                                                 | Les Inséparables                                  | Борис                |
| 2009 | ф   | Детство Икара                                               | L'Enfance d'Icare                                 | Джонатан Вогель      |
| 2009 | ф   | Вор                                                         | Au voleur                                         | Брюно                |